# Force de Harwich
La Force de Harwich (Harwich Force), initialement appelée Harwich Striking Force, était un escadron de la Royal Navy, créé durant la Première Guerre mondiale et basé dans la ville portuaire d'Harwich. Il a joué un rôle important dans la guerre.

## Histoire
Après le déclenchement de la Première Guerre mondiale, une des priorités de la Royal Navy était de sécuriser les abords de la Manche, afin d'empêcher des bâtiments de la flotte de haute mer de la marine impériale allemande de réussir à forcer le passage jusqu'à l'Atlantique, ou de perturber avec le commerce maritime et les convois entre les îles britanniques et le continent. La plupart des principales unités de la Grand Fleet, la flotte principale de la marine anglaise, étaient dispersées au mouillage de la flotte à Scapa Flow ou dans d'autres ports du nord-est, afin de protéger la route menant de la mer du Nord à l'Atlantique. Par conséquent, un certain nombre de flottilles de patrouille furent organisées le long des côtes sud et est de l'Angleterre, avec des commandements établis dans plusieurs des principaux ports de la région. La patrouille de Douvres était basée à Douvres et composée principalement de destroyers, tandis que plusieurs pré-dreadnoughts et croiseurs étaient basés au port de Portland. Un grand nombre de destroyers, de leaders de flottille et de croiseurs légers étaient concentrés à Harwich, sous le commandement du commodore Reginald Tyrwhitt.

## Composition
La Harwich Force se composait de quatre à huit croiseurs légers, de plusieurs leaders de flottille et généralement de 30 à 40 destroyers, dont le nombre fluctua tout au long de la guerre, organisés en flottilles. Une force sous-marine sous le commandement du commodore Roger Keyes était également stationnée à Harwich.
Au début de l'année 1917, la Harwich Force se composait de huit croiseurs légers, de deux leaders de flottille et de 45 destroyers. À la fin de l'année, s'y trouvaient neuf croiseurs légers, quatre chefs de flottille et 24 destroyers. L'assemblage de navires légers et rapides avait pour but d'assurer des opérations de reconnaissance efficaces et rapides, tout en étant capable d'engager les forces légères allemandes, et de contrecarrer les tentatives de pose de mines dans la Manche.

## Contre-amiraux
Parmi les titulaires du titre se trouvaient :
|                                         | Rang          | Nom                    | Terme                          | Remarques                                      |
| --------------------------------------- | ------------- | ---------------------- | ------------------------------ | ---------------------------------------------- |
| Contre-amiral commandant, Harwich Force |               |                        |                                |                                                |
| 1                                       | Contre-amiral | Réginald Tyrwhitt      | 7 avril 1914 - 1er mai 1919    | Appuyé par un soutien à terre de FOIC, Harwich |
| 2                                       | Contre-amiral | George Holmes Borret   | 1er mars 1919                  | Idem                                           |
| Contre-amiral en charge, Harwich        |               |                        |                                |                                                |
| 1                                       | Contre-amiral | George Cuthbert Cayley | 2 juillet 1917 - 31 mars 1918  | Responsable de la base de Harwich Dockyard     |
| 2                                       | Contre-amiral | Cecil Spencer Hickley  | 1er avril 1918 - 1er mars 1919 | Idem                                           |

## Service

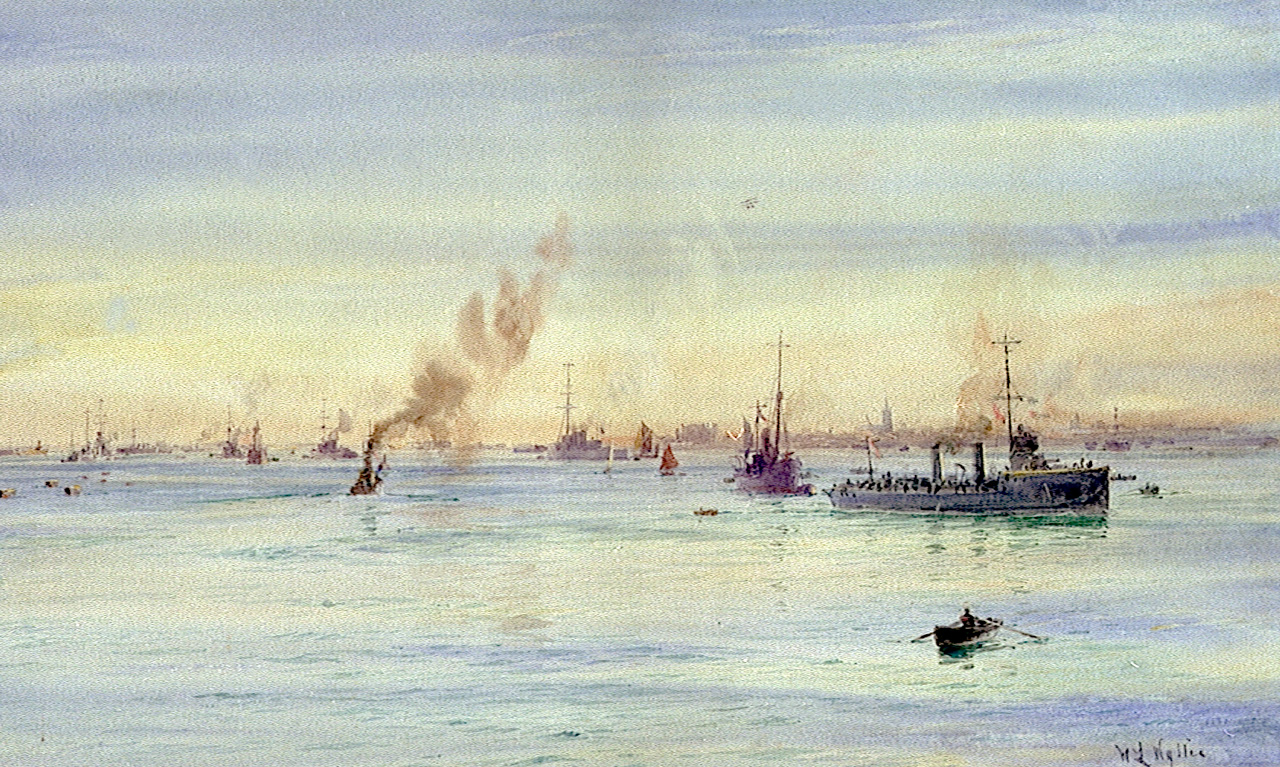
Peinture représentant la Harwich Force à l'ancre en 1914, William Lionel Wyllie

Il était prévu que la Harwich Force opère autant que possible en conjonction avec la patrouille de Douvres, et l'Amirauté souhaitait qu'elle soit également en mesure de soutenir la Grand Fleet si celle-ci devait agir dans la région. Tyrwhitt devait également effectuer des opérations de reconnaissance des activités navales allemandes dans les parties sud de la mer du Nord et escorter les navires naviguant entre la Tamise et les Pays-Bas. Les objectifs de Tyrwhitt étaient souvent rendus ardus par la nécessité de fournir des renforts à la Patrouille de Douvres. Les bâtiments de la flotte tirèrent leurs premiers coups de feu de la guerre lorsqu'une flottille dirigée par HMS Amphion coula le poseur de mines Königin Luise le 5 août 1914. Pendant la guerre, la Force captura ou coula 24 navires marchands et a escorta 520 navires en direction de l'est et 511 en direction de l'ouest entre les ports néerlandais et britanniques. Ils participèrent également au raid de Cuxhaven le jour de Noël 1914.

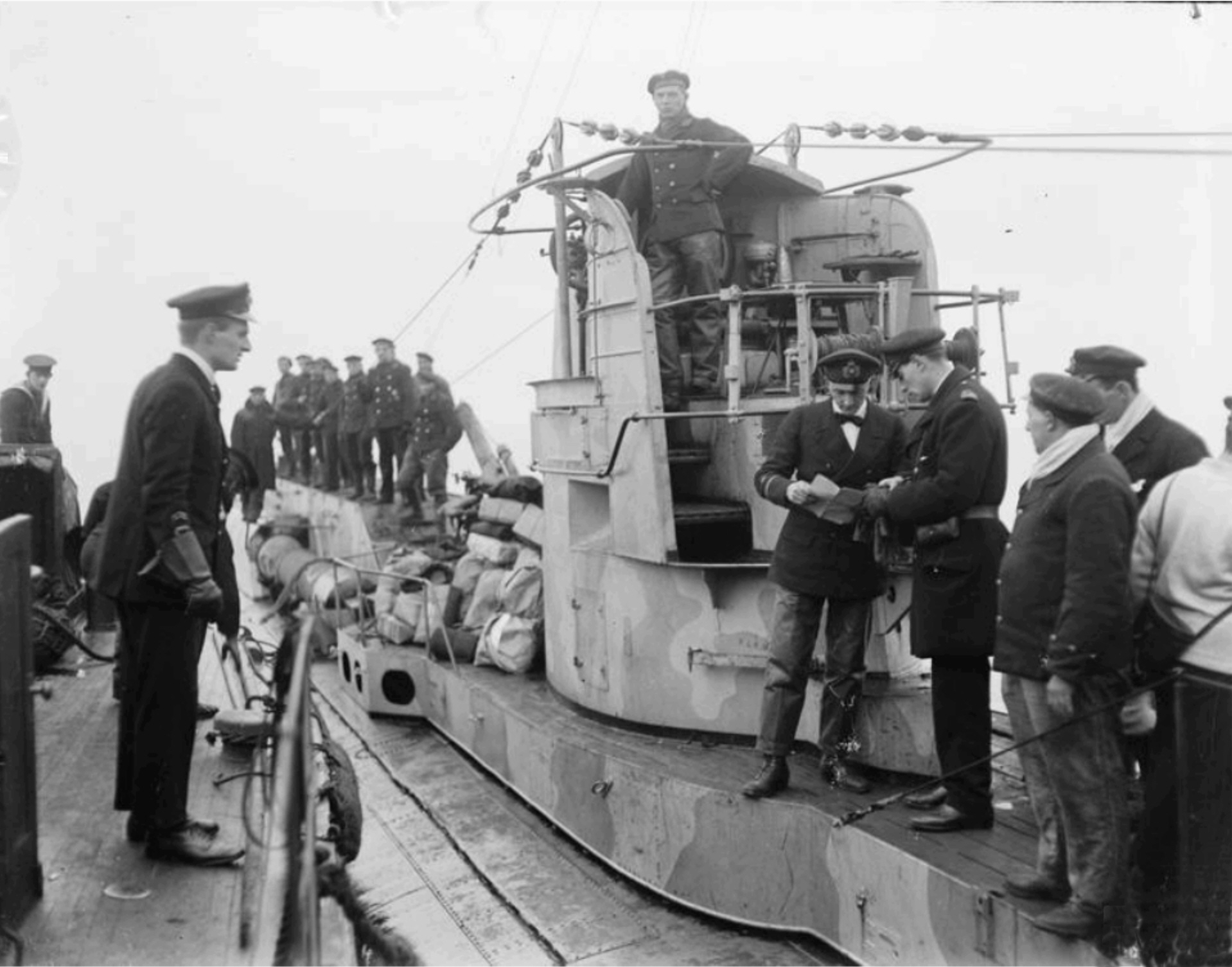
Reddition de U-Boats à Harwich : un officier britannique monte à bord pour en examiner un

La force a également joué un rôle actif dans plusieurs affrontements avec la Kaiserliche Marine (marine impériale allemande). Ses navires étaient présents aux batailles de Heligoland Bight, Texel et Dogger Bank, et furent mobilisés après les raids allemands sur Scarborough, Hartlepool et Whitby en 1914, et sur Yarmouth et Lowestoft en 1916. Bien qu'appelés au début de la bataille du Jutland, ils ne prirent pas part à la bataille.
Au cours de l'hiver 1916-1917, la force assista la patrouille de Douvres pour ses activités de surveillance du barrage de Douvres, une barrière anti-sous-marine en filet d'acier qui nécessitait la présence d'un grand nombre de petits navires et était vulnérable aux attaques des destroyers et des torpilleurs allemands. D'autres patrouilles régulières furent mises en place dans les Downs, avec un mouillage dans la partie orientale de la Manche et un autre filet de barrage qui fut posé parallèlement à la côte belge. Les incursions le long des côtes allemandes entrainèrent occasionnellement le naufrage ou la capture de navires de pêche allemands ; lors d'une rafle en 1915, vingt chalutiers capturés furent amenés à Harwich comme prises de guerre. Une autre mission de la Force était le bombardement côtier des positions allemandes en Belgique occupée ; en une seule mission, dans le but de bombarder Ostende le 5 juin 1917, le vaisseau amiral de Tyrwhitt, le HMS Centaur, coula le torpilleur allemand S.20 au large de Zeebrugge.
Après la fin de la guerre, Harwich a été désigné comme le port auquel les sous-marins allemands restants rendraient leur reddition, sous la supervision de la Harwich Force.

## Bataille du Jutland
Fin mai 1916, au moment de la bataille du Jutland, la force de Harwich était composée de :
- 5e Escadron de Croiseurs Légers :
  - Carysfort (Commodore Tyrwhitt)
  - Cleopatra (Capitaine FP Loder-Symonds)
  - Conquest (Capitaine Roger Backhouse )
  - Canterbury (capitaine Percy Royds, détaché à la Grande Flotte)
  - Penelope (Capitaine Hubert Lynes ; en cours de réparation)
  - Vindex, un porte-hydravions (détaché à Rosyth, Ecosse)
- 9e flottille de destroyers
  - croiseur léger Undaunted (Capt. Francis G. St. John)
  - chef de destroyer Nimrod
  - 17 destroyers de classe L ( Laforey, Lance, Lark, Lassoo, Laverock, Lawford, Leonidas, Lookout, Loyal, Lysander ; détachés auprès de la flotte de cuirassés : Landrail, Laurel, Liberty, Lydiard ; en réparation ou réaménagement : Laertes, Lennox, Lucifer )
- 10e flottille de destroyers
  - croiseur léger Aurora (Capt. Wilmot S. Nicholson)
  - chef de destroyer Lightfoot
  - 15 destroyers de classe M et 3 destroyers de classe Talisman . Manly, Mentor, Miranda, Murray, Milne, Myngs ; attaché au 3rd Battle Squadron à The Nore : Mastiff, Matchless ; détaché à la flotte Battlecruiser : Moorsom, Morris, Termagant, Turbulent ; en réparation ou refit : Melpomene, Medea, Meteor, Trident, Mansfield, Minos .

Le jour de la bataille, la Harwich Force prit la mer, à l'initiative du Commodore Tyrwhitt, au matin du 1er juin 1916, dans l'espoir d'apporter de l'aide lors des combats, avant d'être rappelée par l'Amirauté pour attendre les ordres. Les navires suivants étaient de sortie :
croiseurs légers : Carysfort, Cleopatra, Conquest, Aurora, Undaunted
chefs de flottille Nimrod, Lightfoot
destroyers :
1re division : Laforey, Lookout, Lawford, Laverock
2e Division : Lance, Lassoo, Lysandre, Lark
3e Division : Loyal, Leonidas, Mentor, Miranda
4e Division : Manly, Murray, Milne, Myngs